# Ilha Sturge
A Ilha Sturge é uma das três principais ilhas que compõem o desabitado arquipélago conhecido como Ilhas Balleny, situado no Oceano Antártico. 
Fica a uma distância de 25 km a sudeste da Ilha Buckle e a 95 km a noroeste do cabo Belousov, este já no continente antártico. As ilhas foram descobertas por John Balleny em 1839.
A ilha tem uma forma que se assemelha a de um paralelogramo,com os lados maiores a leste e sudoeste, enquanto que as menores faixas litorâneas estão a noroeste e sudeste. Possui, aproximadamente, cerca de 4 km de largura, e sua longitude máxima é de 12 km, entre o Cabo Freeman no norte e o Cabo Smyth ao sul. Seu ponto mais alto, o Pico Brown, está a 1524 m de altitude, e é também o ponto mais alto de todo o arquipélago das Ilhas Balleny.
A ilha Sturge faz parte da Dependência de Ross, que são territórios reclamados pela Nova Zelândia. Contudo, a reivindicação encontra-se suspensa em virtude do Tratado Antártico.